# Drosophila carsoni
Drosophila carsoni är en tvåvingeart som beskrevs av Wheeler 1957. Drosophila carsoni ingår i släktet Drosophila och familjen daggflugor.
Artens utbredningsområde täcker delar av USA.